# Rupicapra
Rupicapra é um gênero de caprinos, conhecidos popularmente como camurças. Pertencem à subfamília Antilopinae, da família dos bovídeos.
Duas espécies existentes são reconhecidas.
| Imagem | Nome científico     | Nome comum           | Distribuição                                                                      |
| ------ | ------------------- | -------------------- | --------------------------------------------------------------------------------- |
|        | Rupicapra rupicapra | Camurça              | Montanhas do sul e centro da Europa, da Turquia e do Cáucaso, no sudoeste da Ásia |
|        | Rupicapra pyrenaica | Camurça-dos-pireneus | Pireneus (uma cadeia de montanhas no sudoeste da Europa) e os Apeninos            |

A camurça-dos-apeninos (Rupicapra pyrenaica ornata) é uma subespécie da camurça-dos-pireneus, um mamífero parecido com uma cabra encontrado nas montanhas da Europa. Tanto o macho quanto a fêmea possuem chifres em forma de gancho que se curvam levemente para trás e crescem pouco a pouco a cada ano, nunca caindo. Sua pelagem é marrom clara no verão e mais escura no inverno, com uma marca clara na garganta. Existem também duas faixas mais escuras em seus flancos.
No verão, a camurça-dos-apeninos prefere paredões rochosos e pastagens em alturas acima de 1.700 metros como habitat, e no inverno prefere retirar-se para a floresta abaixo. A dieta da camurça consiste em gramíneas, folhas, botões, brotos e fungos. Os machos adultos preferem uma vida solitária, aproximando-se das fêmeas apenas na época de acasalamento. Os grupos consistem apenas em fêmeas, machos jovens e filhotes. As fêmeas dão à luz apenas um filho após um período de gestação de 23 a 24 semanas.
Um estudo de 2014 da Universidade de Durham descobriu que essas cabras estão diminuindo de tamanho devido ao aquecimento global e às mudanças climáticas.